# Б'ярне Голльбек
Б'ярне Голльбек (дан. Bjarne Goldbæk, нар. 6 жовтня 1968, Копенгаген) — данський футболіст, що грав на позиції півзахисника.
Виступав за ряд німецьких та англійських клубів, а також національну збірну Данії. Учасник чемпіонату світу 1998 року і чемпіонату Європи 2000 року.

## Клубна кар'єра
Голльбек народився в Копенгагені і почав свою кар'єру в молодіжній команді клубу Б 1901. У 1987 році він підписав контракт з командою першого дивізіону національного чемпіонату «Нествед». Відігравши півроку за клуб Б'ярне прийняв запрошення німецького «Шальке 04». Він швидко закріпився в основі і отримав виклик у національну команду.
У 1989 році Голльбек перейшов в німецький «Кайзерслаутерн», з яким виграв Бундеслігу у 1991 році. Перед тим, як повернутися на батьківщину Б'ярні три сезони провів виступаючи за «Теніс-Боруссію» та «Кельн».
У 1996 році він підписав контракт зі столичним «Копенгагеном». У тому ж році Голльбек виграв з командою Кубок Данії, а у 1998 році був визнаний найкращим футболістом команди за підсумками сезону. У Кубку Кубків 1998/99 проти лондонського «Челсі» Б'ярне забив гол.
У 1998 році «аристократи» вирішили придбати Голльбека і він став частиною операції з переходу в «Копенгаген» легендарного Браяна Лаудрупа. Б'ярне показував якісний футбол, але не був у фаворитах у тренера Джанлуки Віаллі і в 2000 році був проданий в «Фулгем» за 650 тис. фунтів. Для «дачників» Голльбек став ключовим футболістом на кілька сезонів визначивши гру клубу, в сезоні 2000/01 року він допоміг клубу повернутися в Прем'єр лігу. Зі зміною тренера на Кріса Коулмена Б'ярне втратив місце в основі і залишив команду в 2003 році.
Він повернувся в Німеччину, де в статусі капітана провів два сезони за «Рот-Вайс» (Ессен). У 2005 році Голльбек завершив кар'єру.

## Виступи за збірні
Протягом 1987—1988 років залучався до складу молодіжної збірної Данії. На молодіжному рівні зіграв у 5 офіційних матчах.
18 листопада 1987 року дебютував в офіційних іграх у складі національної збірної Данії в матчі проти збірної Німеччини. 
Він залучався до збірної на відбіркові турніри чемпіонатів світу 1994, 2002 років, а також Євро-1992, щоправда у фінальних стадіях участі не брав. У 1998 році Б'ярне потрапив в заявку на участь у чемпіонаті світу у Франції. На турнірі він був запасним і не взяв участі в жодному матчі. У 2000 році Голльбек поїхав з командою на чемпіонат Європи у Бельгії та Нідерланди. На турнірі він зіграв в одному матчі проти збірної Чехії.
Протягом кар'єри у національній команді, яка тривала 15 років, провів у формі головної команди країни 28 матчів.

## Титули і досягнення
- Володар Кубка Німеччини (1):

«Кайзерслаутерн»: 1989–90
- Чемпіон Німеччини (1):

«Кайзерслаутерн»: 1990–91
- Володар Суперкубка Німеччини (1):

«Кайзерслаутерн»: 1991
- Володар Кубка Данії (1):

«Копенгаген»: 1996–97

### Індивідуальні
- Футболіст року в «Копенгагені»: 1998